# Келтско море
Келтско море (енгл. Celtic Sea, вел. Y Môr Celtaidd, корн. An Mor Keltek, брет. Ar Mor Keltiek, фр. La Mer Celtique) представља ивично море Северног Атлантика. Обухвата басен између јужних обала острва Ирска на западу, јужног Велса и југозападне Енглеске (Корнвол и Девон) на истоку, те најзападнијег дела обале Бретање (Француска) на југоистоку. На северу је омеђен пролазом светог Ђорђа којим је спојен са Ирским морем, између Енглеске и Бретање је Ламанш, док је на југоистоку Бискајски залив. Ка отвореном океану протеже се до граница континенталног Келтског шелфа и прати изобату од 200 метара која иде његовом спољашњом ивицом. Келтски шелф се потом нагло (готово вертикално) спушта ка океанском дну. Дубина у североисточном делу износи између 90 и 100 метара и постепено се повећава идући ка пролазу Светог Ђорђа. У том делу мора рељеф дна је доста једноличан и раван. Нешто источније појављују се пешчани лукови, настали дејствима плимских таласа у периодима нешто нижег нивоа мора, који попут гребена раздвајају нешто дубље долине на дну (дубине за 50 м веће од источног дела мора). Рељеф дна јужно од 50° СГШ је знатно комплекснији и разноврснији.
На дну Келтског мора нису пронађена значајнија лежишта нафте и гаса
У геополитичком смислу његова акваторија је подељена између Републике Ирске, Француске и Уједињеног Краљевства. 